# 軍事的示威活動

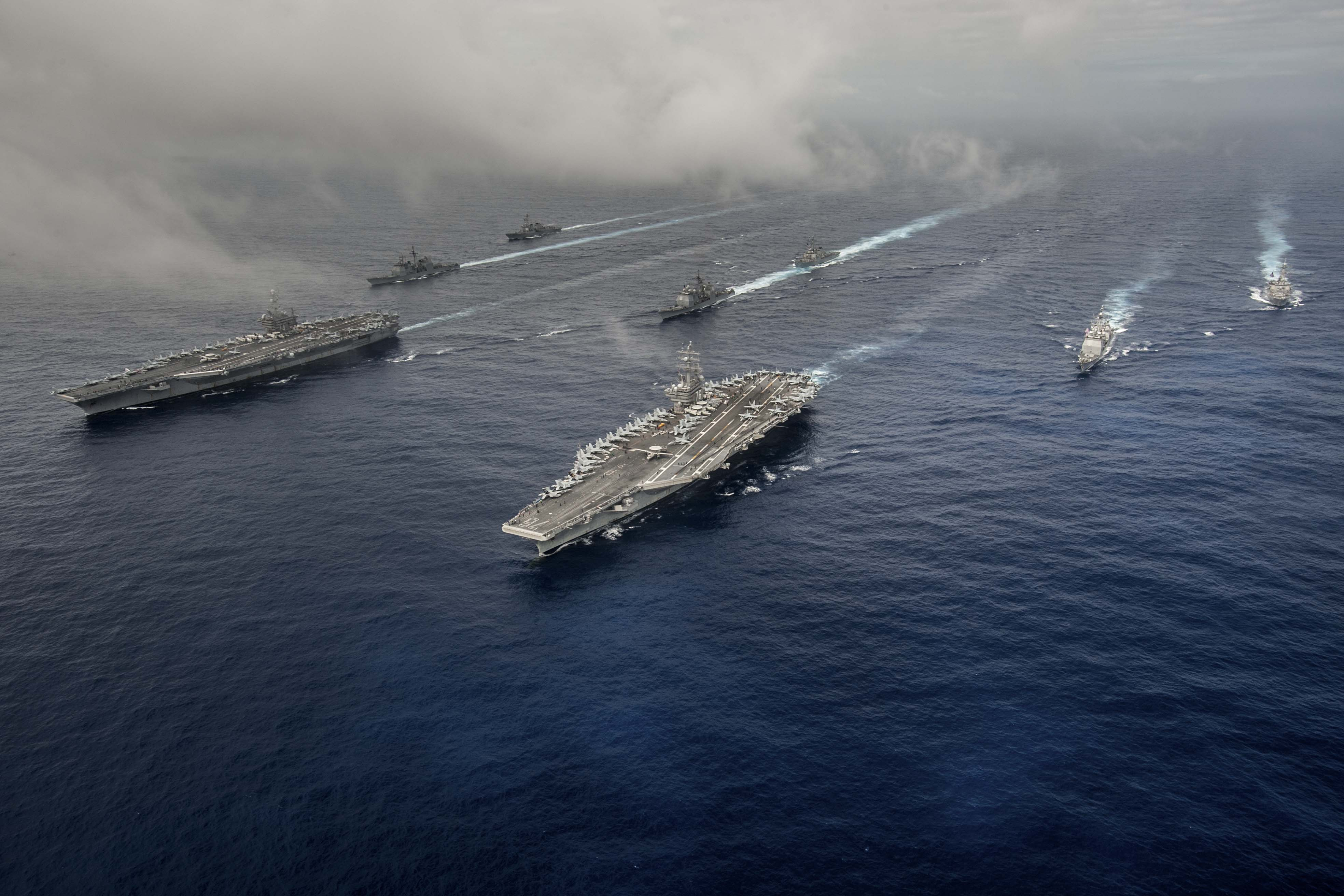
インド太平洋地域で運用される空母打撃群

軍事的示威活動（ぐんじてきしいかつどう）とは、国あるいは国家以外の武装組織が行う軍事行動のひとつ。軍隊の勢力を示すことで、その権威や実力を他の組織に誇示し、威嚇する行動である。戦時では敵に対する牽制や他国への揺さぶりとしての役割も持つ。代表的なものとして共産圏（旧ソ連や北朝鮮等）で行われる軍事パレード、自由圏（アメリカ合衆国や日本）で行われる軍事演習等が有る。

## 自衛隊の活動
陸上自衛隊では総合火力演習が、海上自衛隊では観艦式が、航空自衛隊ではブルーインパルスに代表されるアクロバット飛行がある。